# 萨翁林纳
萨翁林纳（直译：「萨沃城堡」，直译：「新城堡」），是芬兰南萨沃区的一个城市，成立于1639年。辖区总面积3597.70平方公里，其中陆地面积2238.21平方公里、淡水面积1359.49平方公里。2018年1月31日登记人口总数为34670人，人口密度为15.5人/平方公里。2016年底时芬兰语人口和瑞典语人口比例分别为96.3%和0.1%。

## 历史

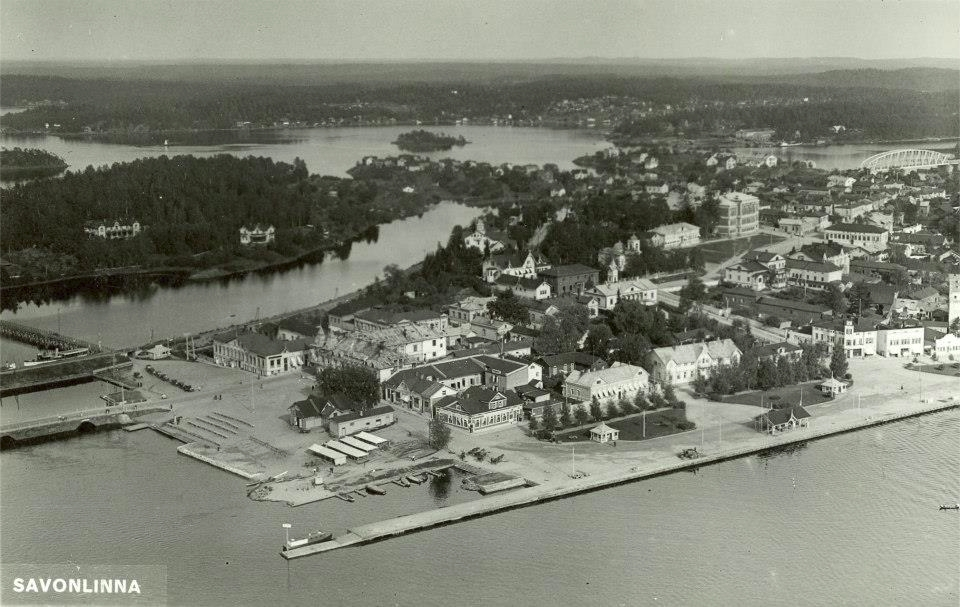
1934年时的萨翁林纳

萨翁林纳在1639年取得获得城市地位。而这座城市的建设则始于1475年奥拉维城堡的建造。奥拉维城堡由瑞典人埃里克·阿克塞尔松·托特领导建造，目的是为了保护萨翁林纳城，使其免遭俄国的侵犯。尽管如此，萨翁林纳还是在1473年的瑞俄战争中被俄国人占领，直到1812年才被归还给芬兰大公国。
1973年，塞明基市镇并入萨翁林纳。2009年，萨翁兰塔市镇以及萨翁林纳与萨翁兰塔之间一片面积为31.24平方公里、原属埃农科斯基的土地一起并入萨翁林纳。2013年，凯里迈基市镇和蓬卡哈尔尤市镇一起并入萨翁林纳。

## 地理
萨翁林纳的部分市中心区域覆盖在一些岛屿上，这些岛屿位于塞马湖的两个大湖面豪基韋西湖和皮赫拉亞韋西湖的交界处。这两个湖面之间有三个水峡相连。萨翁林纳的面积中超过三分之一为水系及岛屿。林纳岛国家公园和科洛韦西国家公园的部分区域位于萨翁林纳辖区之内。

## 文化
萨翁林纳每年7月在奥拉维城堡内举办为期四星期的萨翁林纳歌剧节。这项节日早在1912年便首次举办，但很快由于第一次世界大战的到来而中断，直到1967年起恢复，并逐年举办。此外，萨翁林纳以前还在8月份举办过萨翁林纳芭蕾舞节和世界扔手机锦标赛。

## 旅游景点
萨翁林纳市区及附近的旅游景点有：
- 奥拉维城堡 - 建于1475年的城堡，萨翁林纳歌剧节的主要演出场地
- 萨翁林纳区域博物馆（芬蘭語：Savonlinnan maakuntamuseo）及周边
- 集市广场 - 夏天喝咖啡和品尝当地特有的一种叫“Lörtsy”肉饼的好地方
- 停靠在港口和行驶在湖区的老式蒸汽船
- 萨翁林纳主教座堂
- 萨翁林纳小教堂（芬蘭語：Savonlinnan Pikkukirkko） - 1846年建成时为东正教的教堂，1938年出售给路德教会，2017年再出售给东正教会
- 凯里迈基教堂 - 建于1847年的教堂，为世界上最大的木造教堂
- 凯里迈基教堂湖岸边的船坞 - 为芬兰建筑文化景观
- 和平府 - 建于1900年的别墅，现为私人拥有
- 普特基诺特科（Putkinotko） - 芬兰作家约埃尔·雷赫托宁的旧居及户外博物馆区域
- 蓬卡哈尔尤公路博物馆 - 在两边都是湖泊的蛇形丘上保留的一段公路
- 蓬卡哈尔尤国家旅馆 - 蓬卡哈尔尤蛇形丘区域内的一家历史悠久的旅馆
- 卢斯托博物馆 - 芬兰森林博物馆
- 林纳岛国家公园
- 科洛韦西国家公园

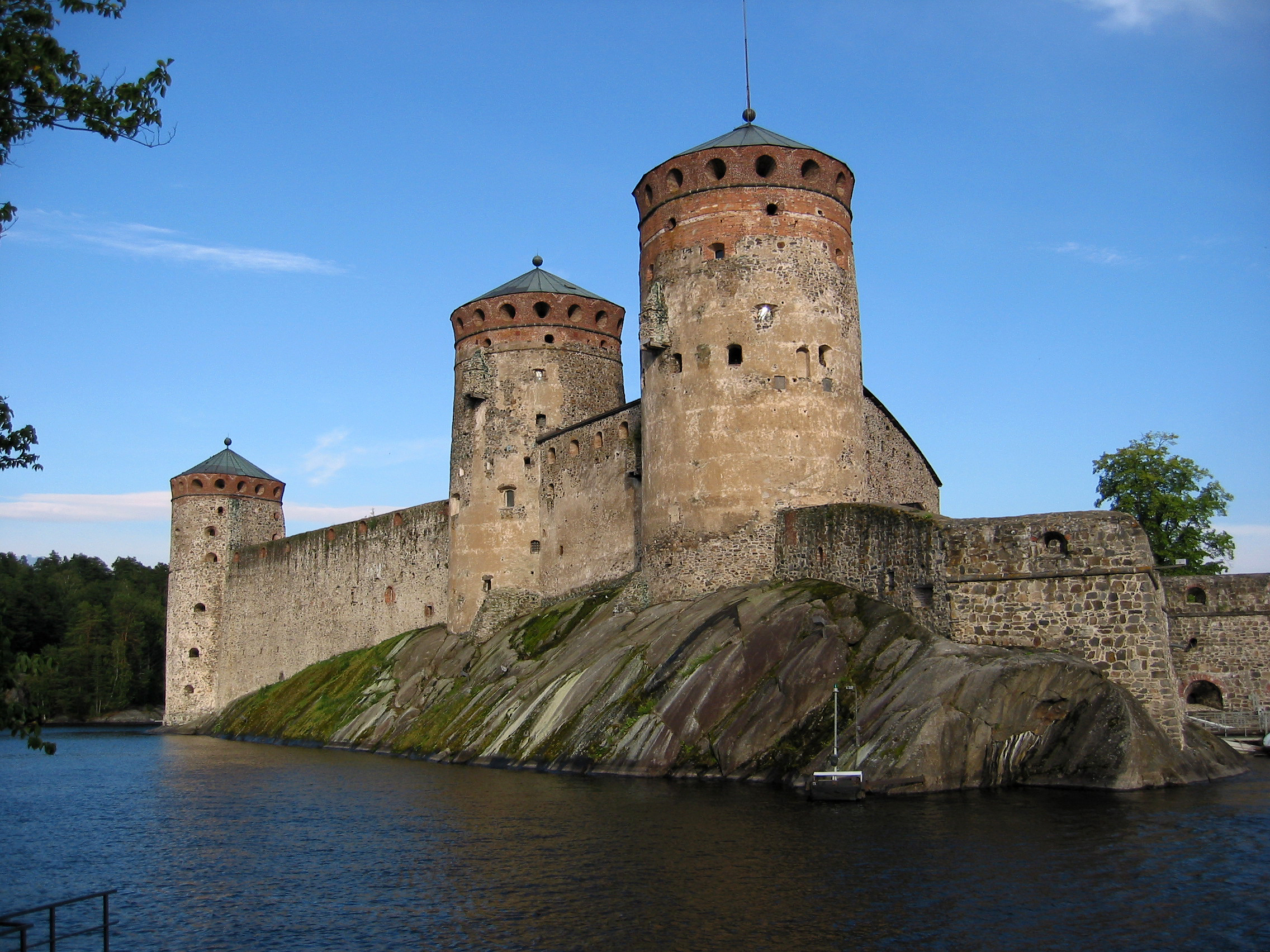
奥拉维城堡
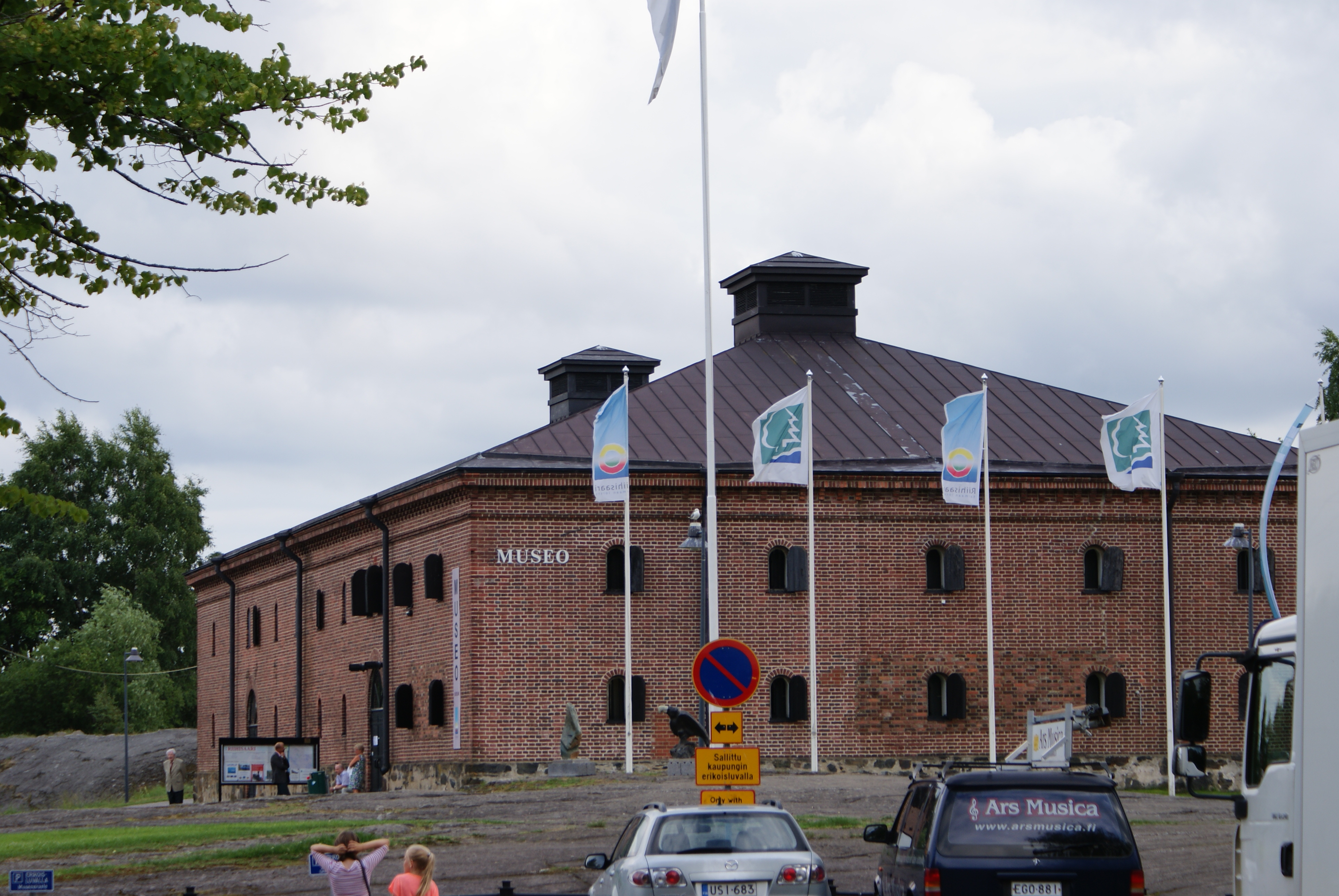
萨翁林纳区域博物馆
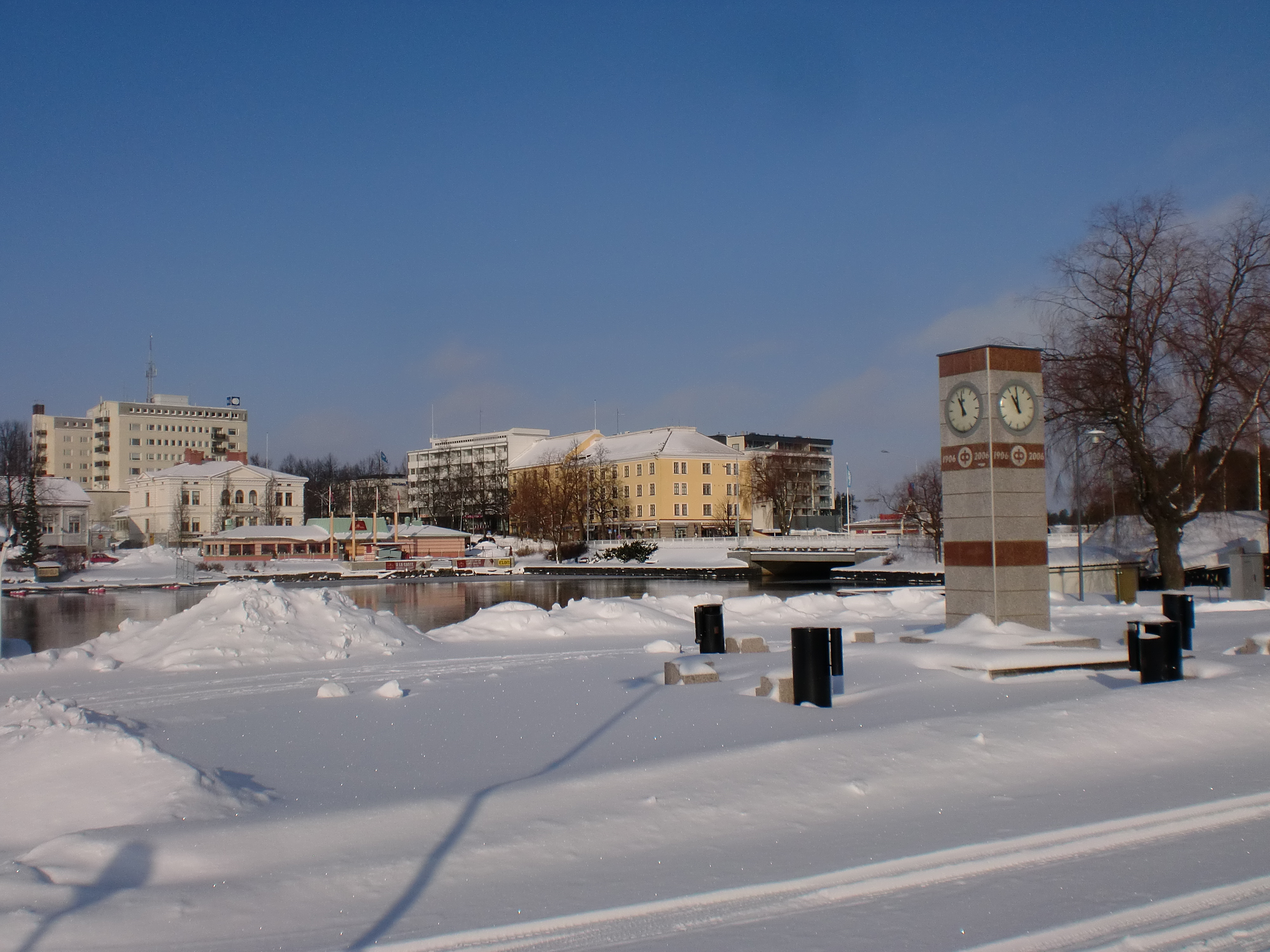
冬天时的集市广场
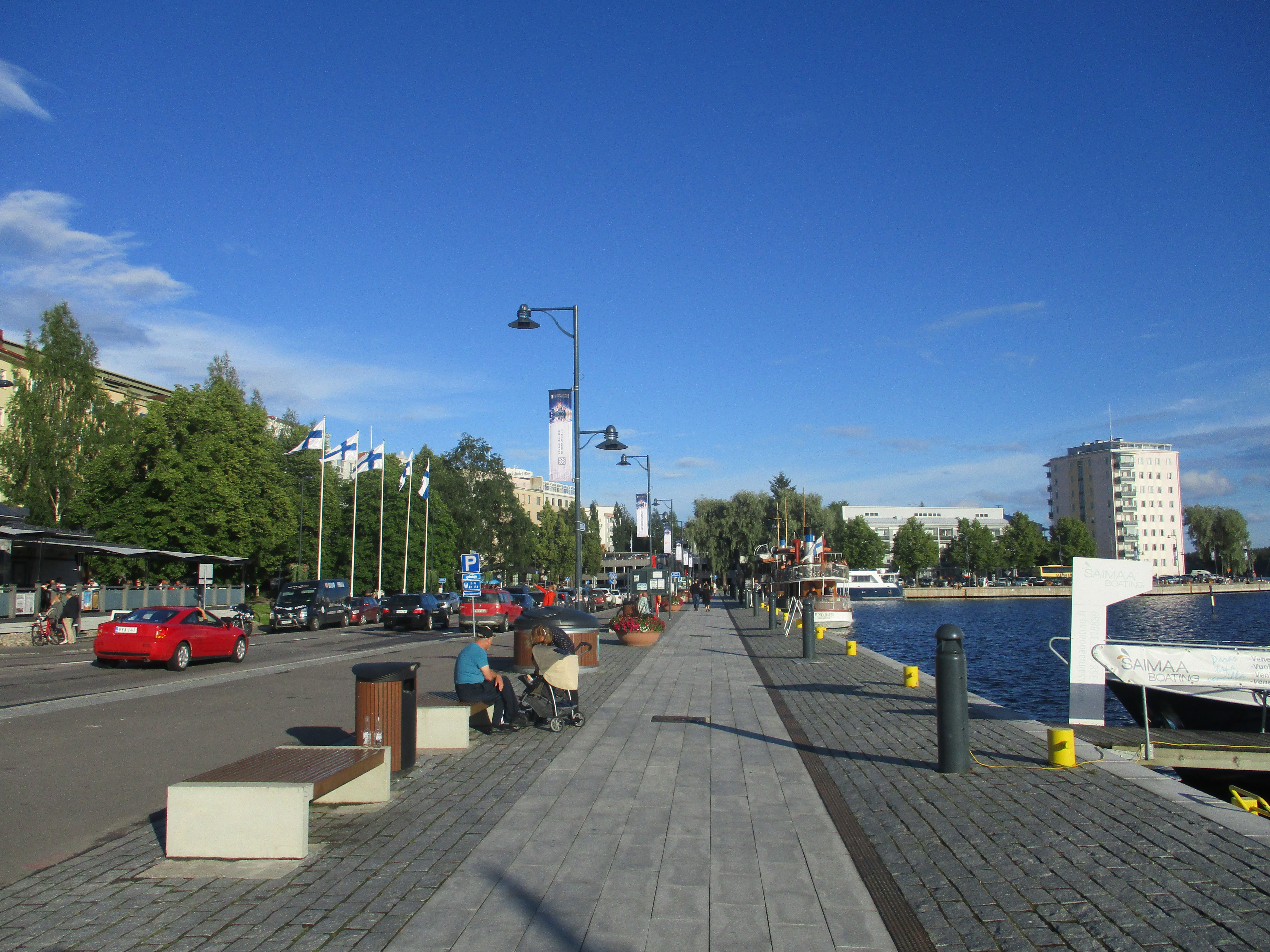
萨翁林纳港口及老式蒸汽船
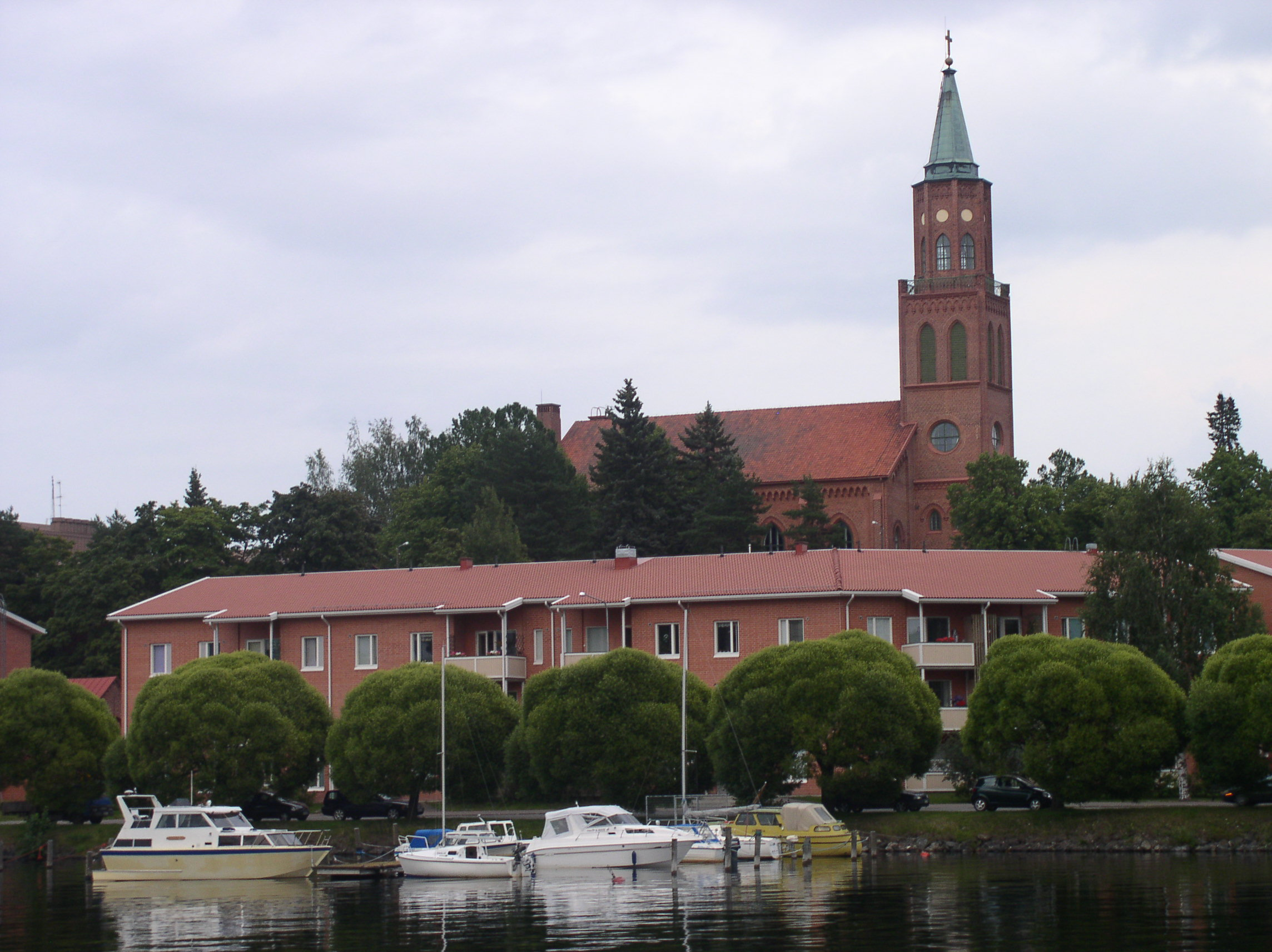
萨翁林纳主教座堂
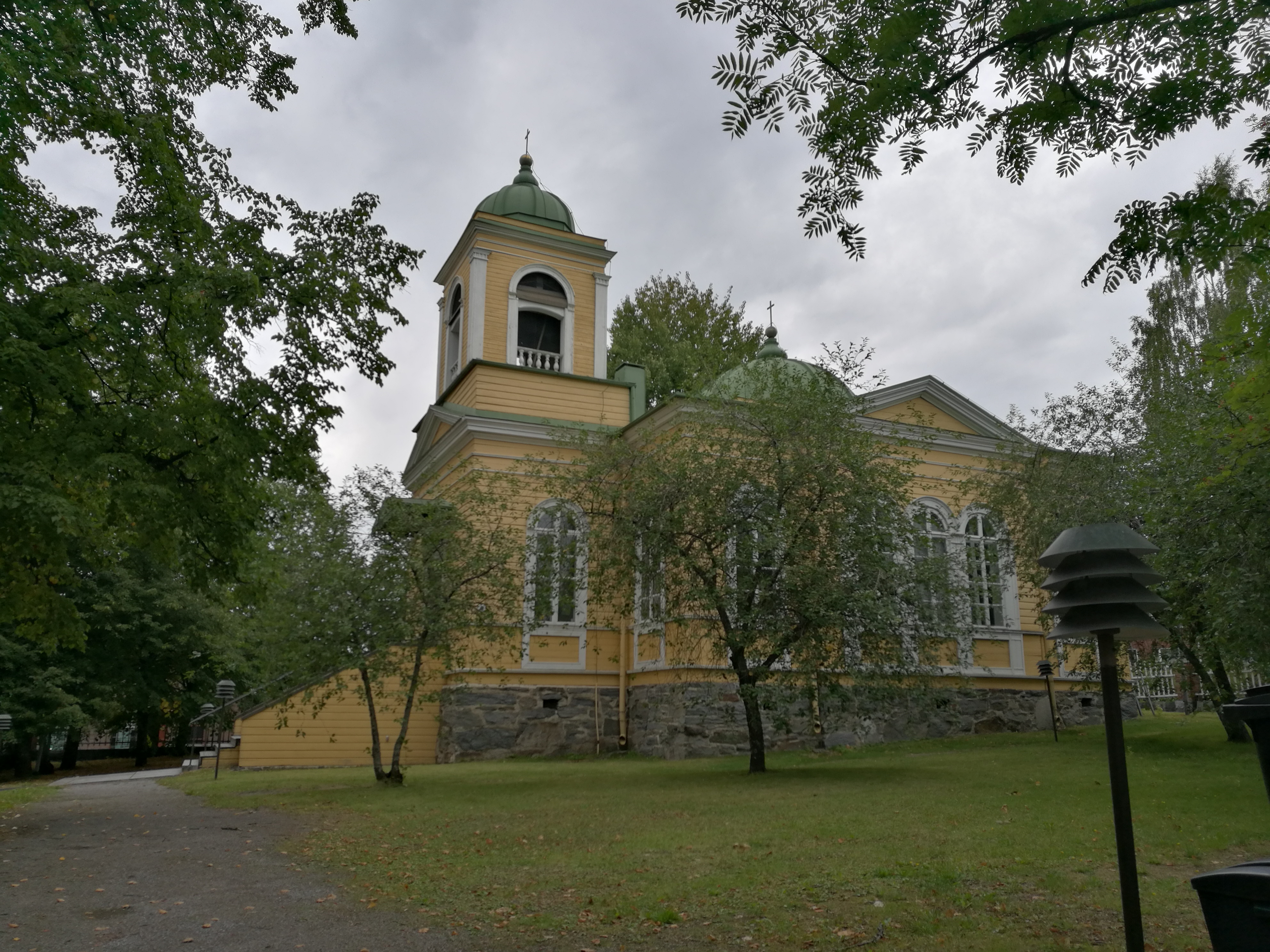
萨翁林纳小教堂（芬蘭語：Savonlinnan Pikkukirkko）
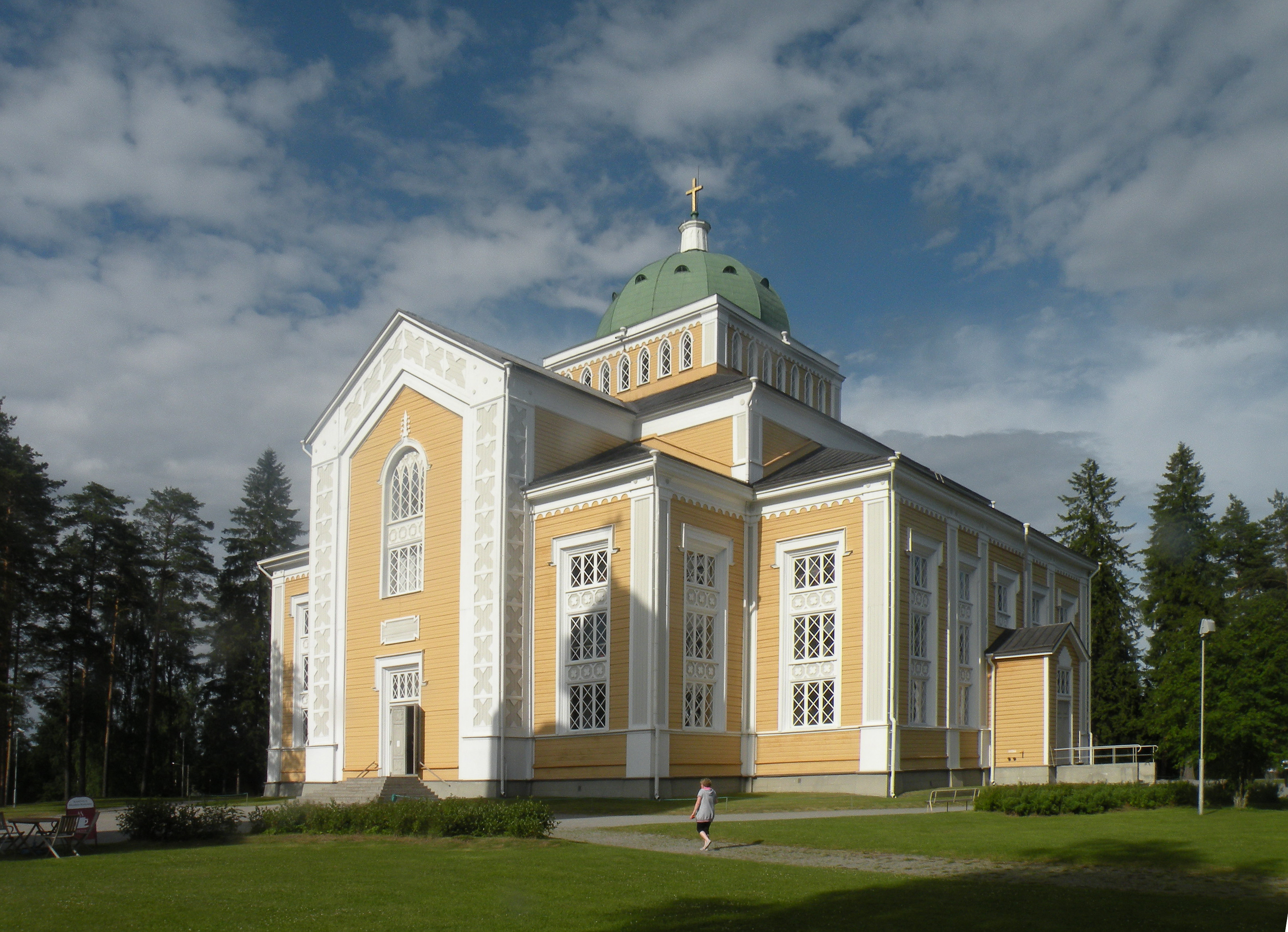
凯里迈基教堂
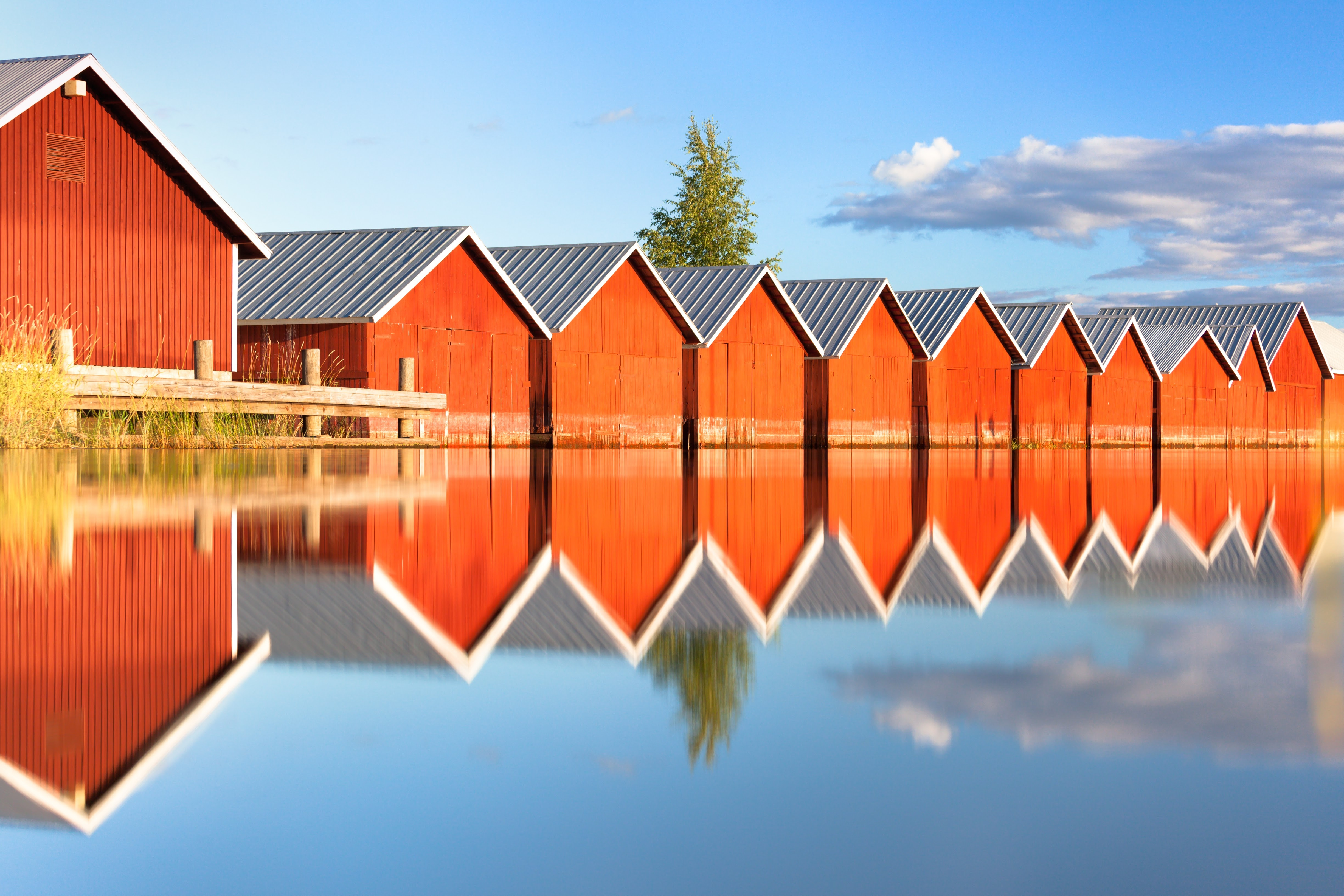
凯里迈基教堂湖岸边的船坞
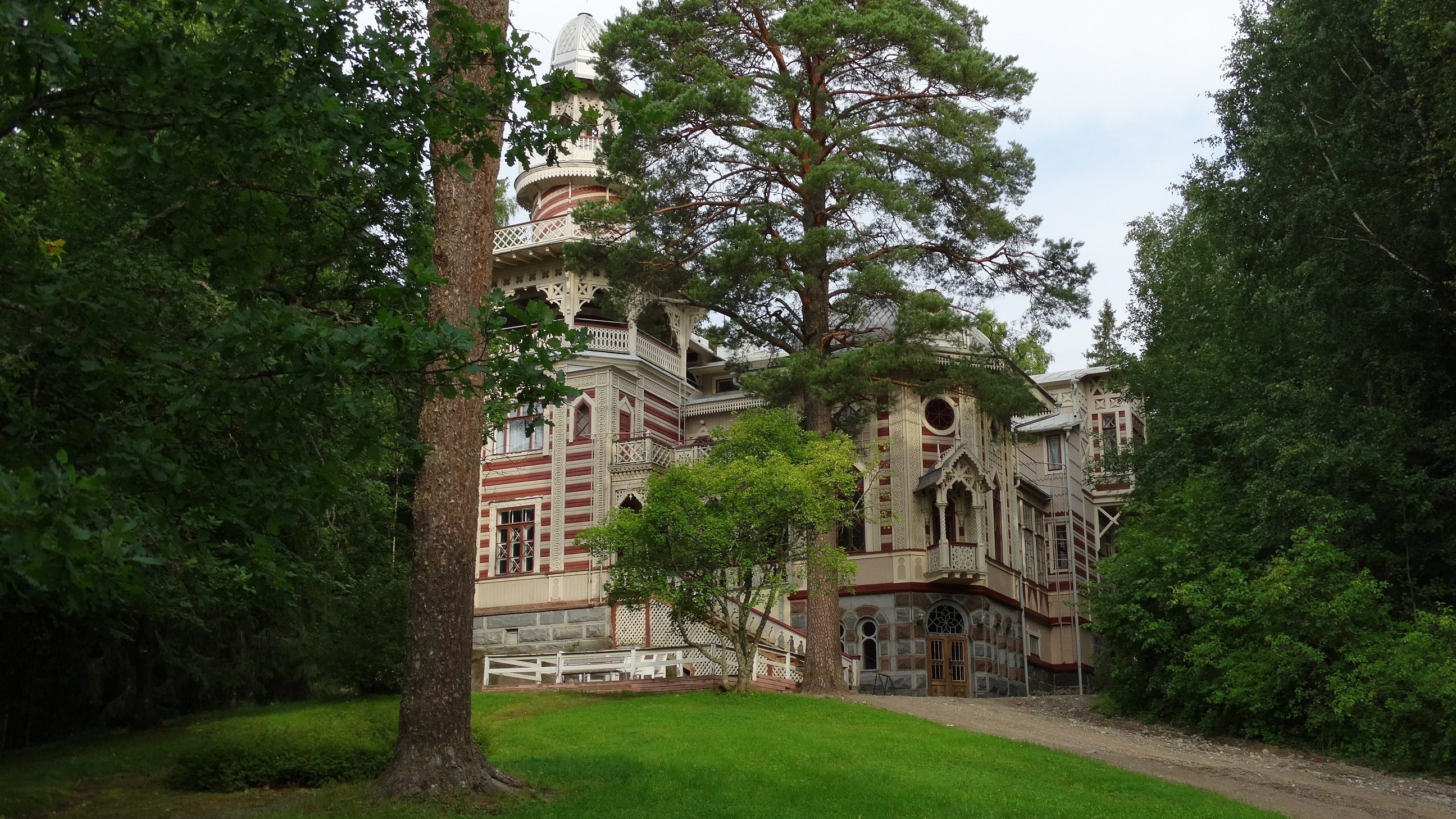
和平府
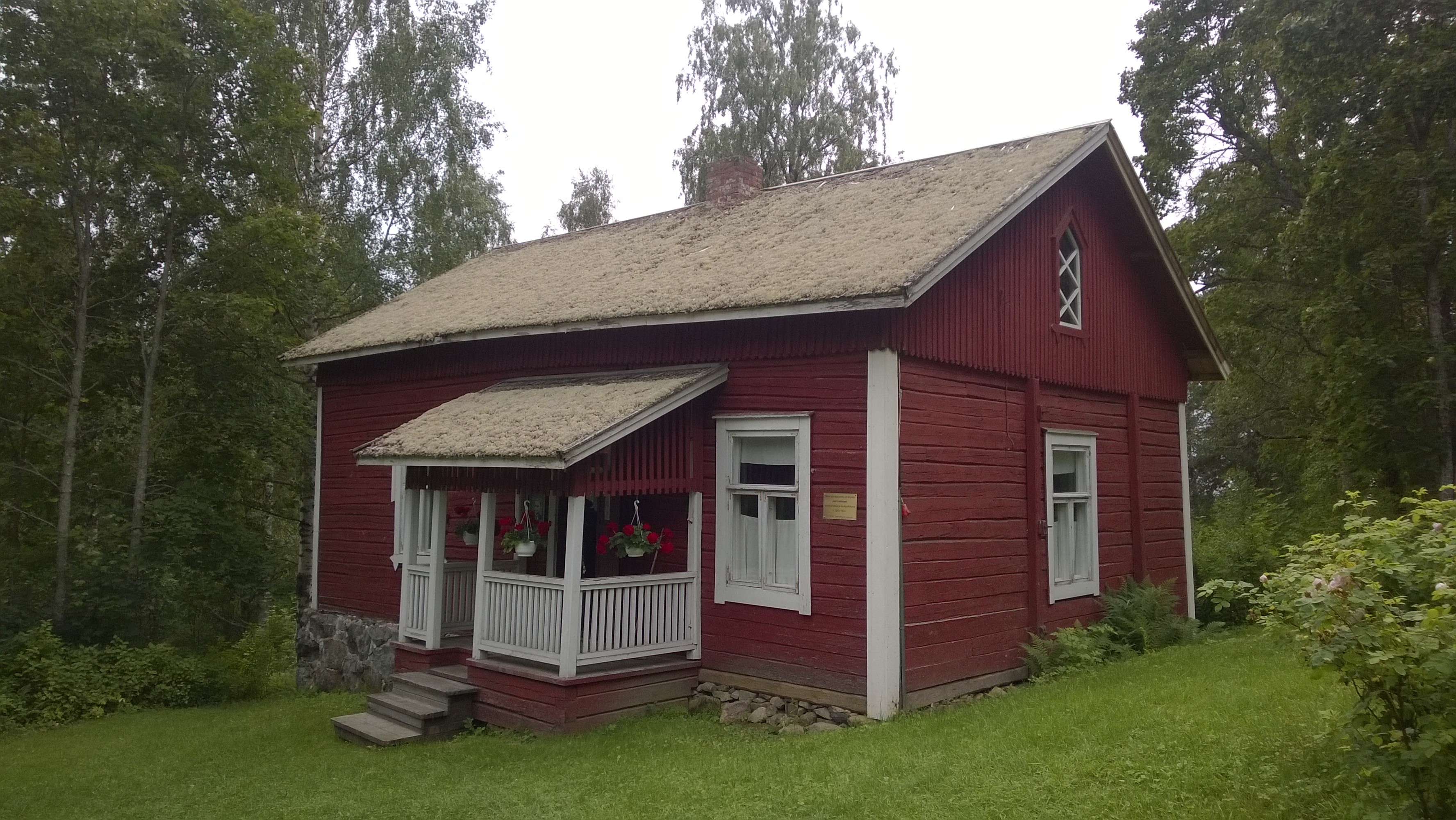
普特基诺特科（Putkinotko）
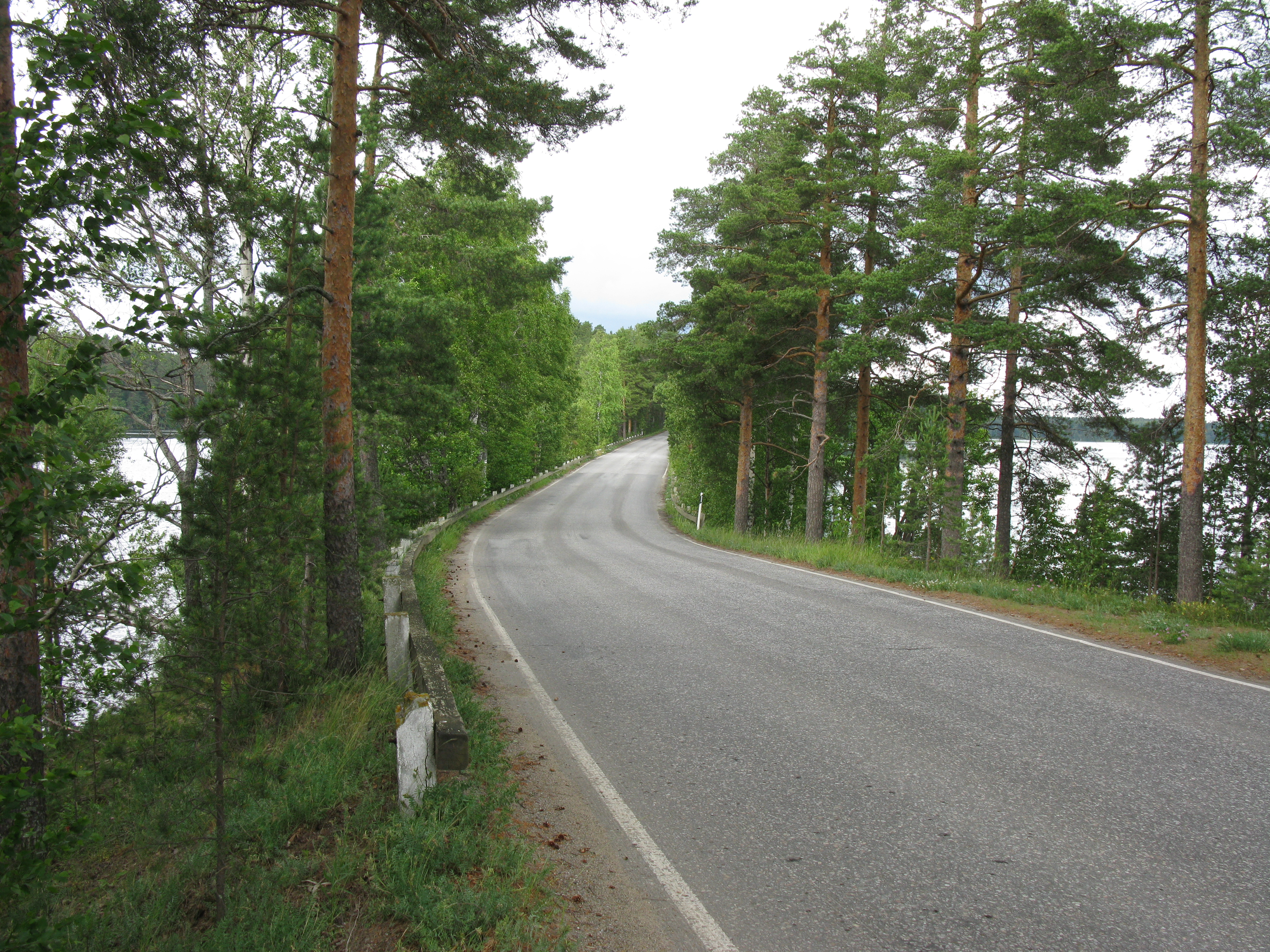
蓬卡哈尔尤公路博物馆
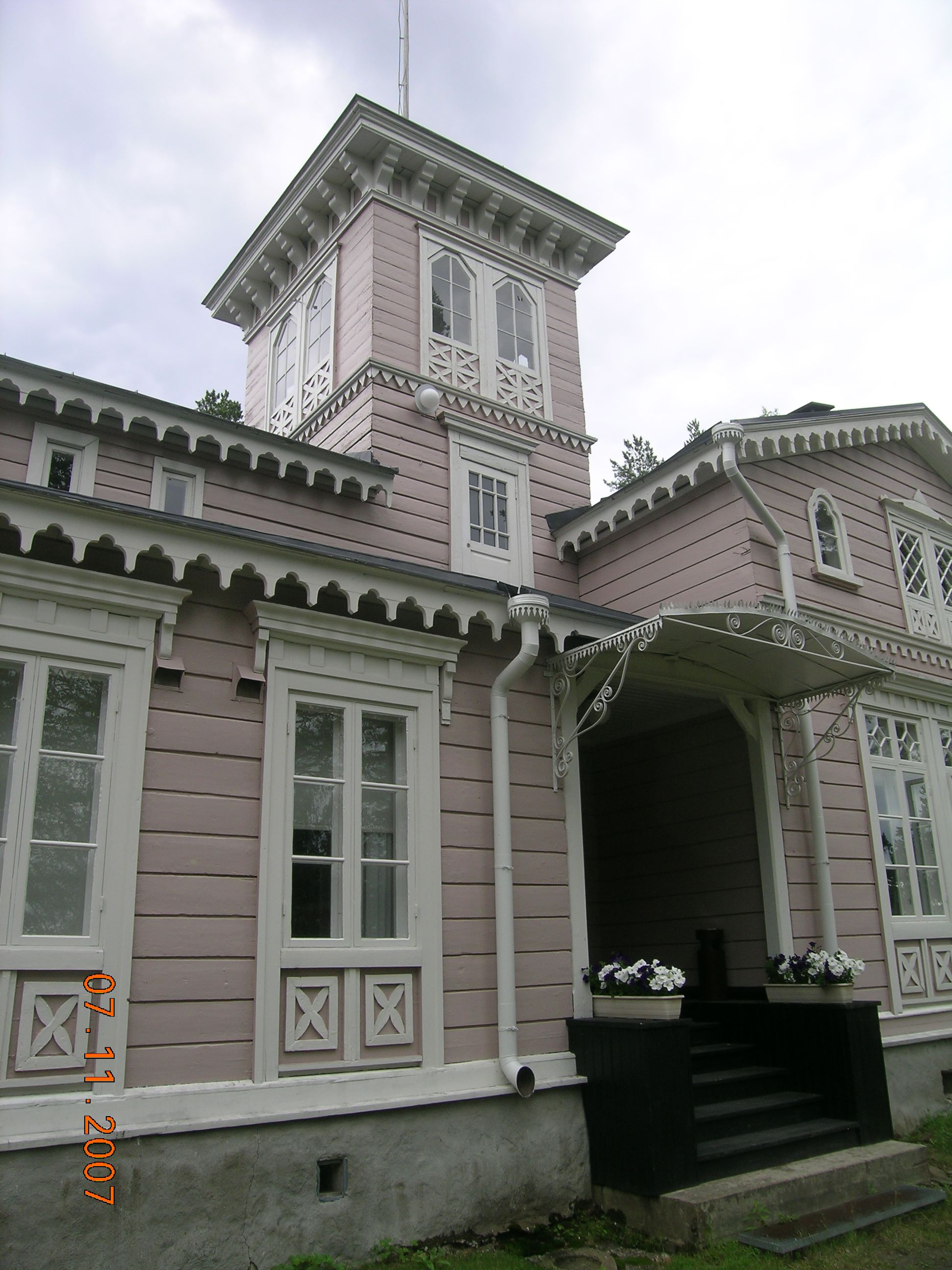
蓬卡哈尔尤国家旅馆
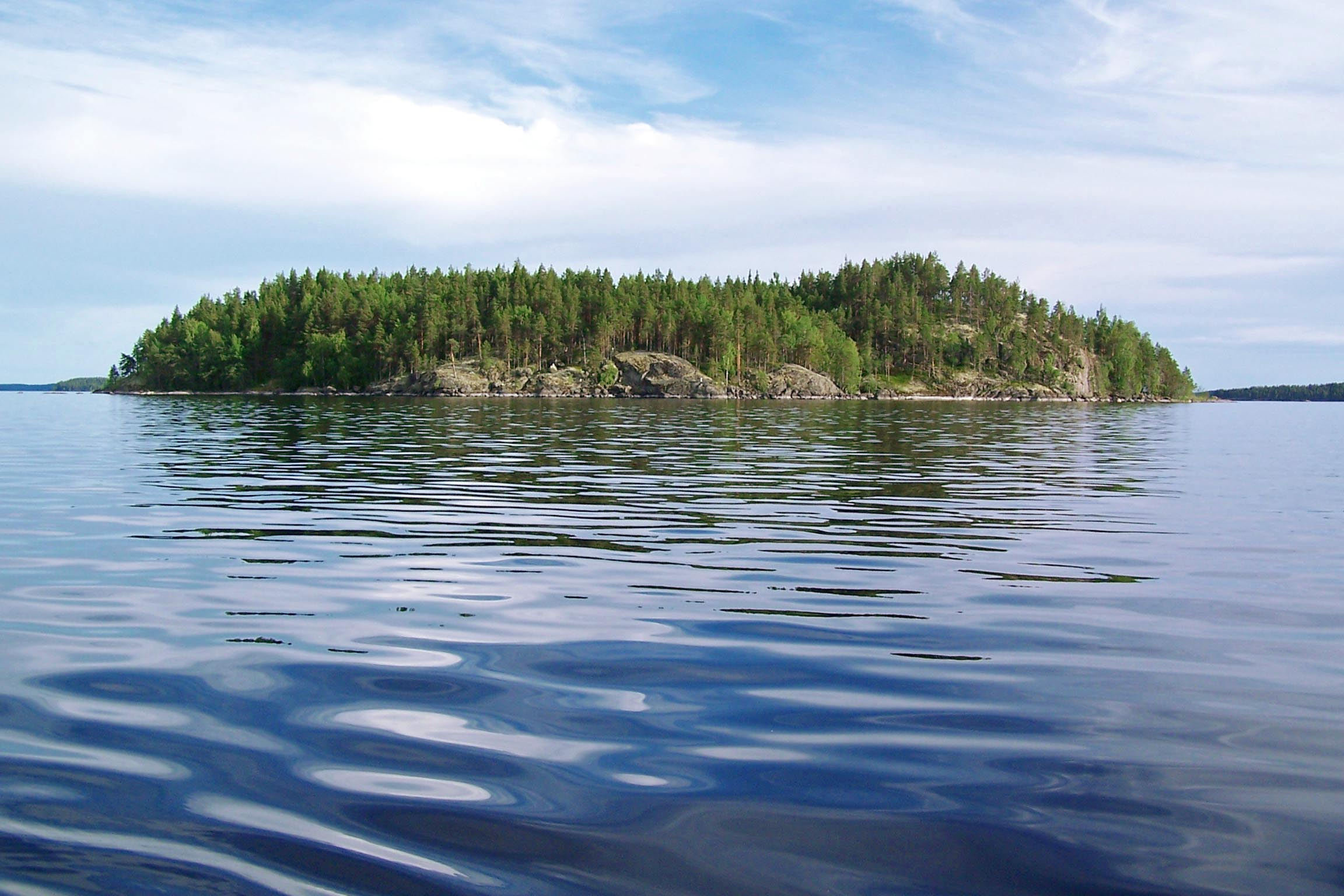
林纳岛国家公园
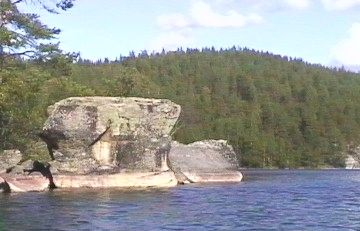
科洛韦西国家公园

## 教育
东芬兰大学曾在萨翁林纳有一个校区，主要是师范教育，但该校区在2018年关闭。现今萨翁林纳有一个东南芬兰应用科学大学（XAMK）的校区，专业有医疗保健和进程技术等。
萨翁林纳有两所高中，其中一所为专注艺术类的高中。该高中自1967年运行，为芬兰及北欧第一所专注艺术的高中。

## 体育
萨翁林纳冰球队SaPKo目前参加芬兰冰球联赛第二级别的比赛。足球队STPS则参加芬兰足球联赛第四级别的比赛。

## 交通

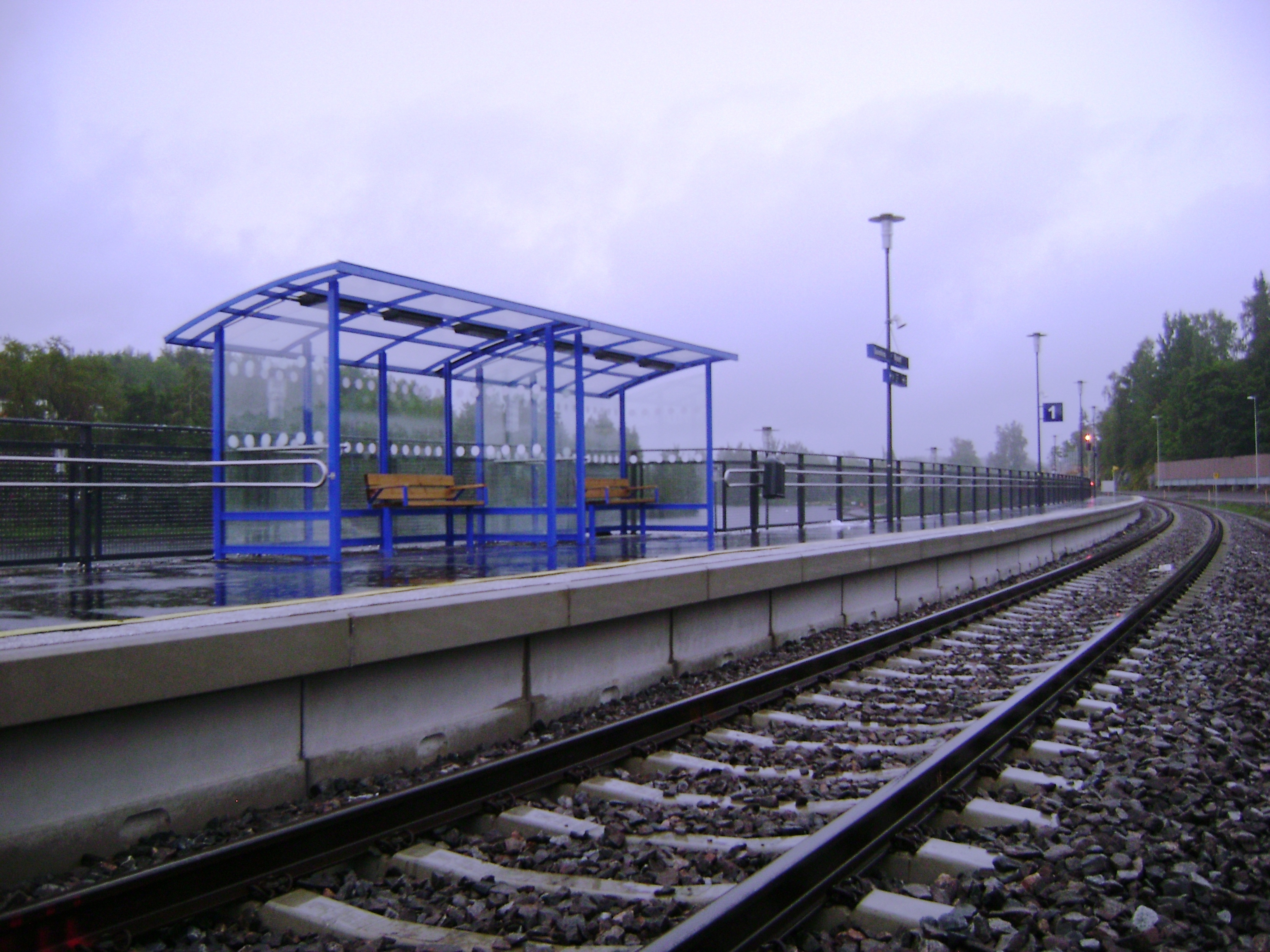
2012年建成的萨翁林纳火车站

### 公路和铁路
萨翁林纳的公共交通在2010年代受到公共开支削减的影响，很多车次大为减少。市内有5条公交路线。萨翁林纳与首都赫尔辛基及周边的米凯利、约恩苏、库奥皮奥等城市间有大巴通行。
萨翁林纳与帕里卡拉之间通有轻型火车，每天有四至六趟。在帕里卡拉可以转城际火车前往约恩苏和赫尔辛基。

### 水路
在夏季，萨翁林纳港口里有着繁忙的轮船交通。每天有多班观光蒸汽轮船在塞马湖上行驶。萨翁林纳与库奥皮奥之间开有定期轮渡。

### 航空
萨翁林纳机场位于市区以北约15公里处。萨翁林纳与赫尔辛基之间有定期的航班。萨翁林纳北部地区离约恩苏机场也很近。

## 友好城市
萨翁林纳有4个友好城市：
- 匈牙利 布达佩斯城堡区
- 德国 代特莫尔德
- 瑞典 卡尔马市镇

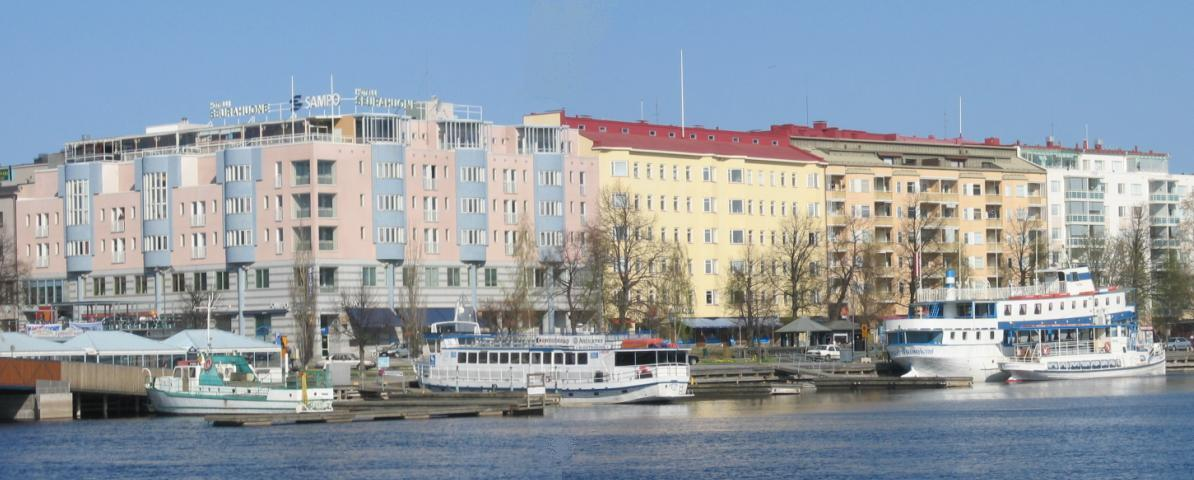
萨翁林纳港

- 俄羅斯 托尔若克（友城交流暂时停止）

另外在非政府组织层次上萨翁林纳有三个友好合作城市：
- 冰島 阿堡
- 挪威 阿伦达尔
- 丹麦 錫爾克堡市鎮